# Флаг Танзании
Государственный флаг Танзании (суахили Bendera ya Tanzania, англ. Flag of Tanzania) — принят 30 июня 1964 года.
Объединяет в себе дизайн флага Танганьики с синим цветом из флага Занзибара.

## Описание и символика
Флаг Танзании представляет собой прямоугольное полотнище с восходящей чёрной диагональной полосой, верхний треугольник у древка зелёного цвета, нижний треугольник у свободного края полотнища — синего цвета. Чёрная диагональная полоса и треугольники отделены тонкими жёлтыми полосками. Отношение ширины флага к его длине — 2:3. Ширина чёрной полосы составляет 13/48 ширины флага, ширина каждой жёлтой полоски равна 1/16 ширины флага.
Цвета имеют следующее значение:
- Зелёный цвет символизирует растительность Танзании.
- Синий цвет олицетворяет многочисленные озёра и реки страны, а также Индийский океан.
- Чёрный цвет символизирует коренное африканское население.
- Жёлтый цвет символизирует полезные ископаемые.[2]

## Исторические флаги

#### Германская Восточная Африка
28 марта 1884 года Карл Петерс с компаньоном создал Общество германской колонизации (нем. Gesellschaft für deutsche Kolonisation), целью которого было заявлено создание немецких переселенческих и торговых колоний в Африке. Осенью 1884 года К. Петерс возглавил экспедицию в Восточную Африку, где во внутренних районах континента, вне владений султана Занзибара, ему удалось заключить с 12 племенными вождями договора «о защите», по которым протекторат Общества был установлен над землями Усегуа, Нгуру, Усагара и Уками.
Правительство Германской империи было против деятельности К. Петерса, канцлер Бисмарк запретил любую поддержку экспедиций К. Петерса и после его возвращения назвал заключённые К. Петерсом договора «бумажками с крестами неграмотных негров вместо подписей». К. Петерс приводил в пример деятельность Международной Ассоциации Конго во главе с бельгийским королём Леопольдом II, которая установила контроль над обширными территориями в бассейне реки Конго. К. Петерса поддержали национал-либералы в Рейхстаге, его Обществу были предоставлены государственные гарантии страхования рисков и 7 сентября 1885 года Общество германской колонизации было преобразовано в Немецко-Восточноафриканское Общество (нем. Deutsch-Ostafrikanische Gesellschaft, DOAG) во главе с К. Петерсом, как его первым президентом.
Первым флагом Общества было красное полотнище с широкой белой каймой, по углам которой были изображены чёрные кресты. На полотнище был изображён стоящий под деревом лев, а над ним — условное изображение созвездия Южного Креста.
Этот флаг поднимали вожди племён, с которыми эмиссары Общества заключали договоры «о защите». С ними соперничали представители султана Занзибара, которые в знак принадлежности земель Занзибару поднимали красный флаг.
29 октября 1886 года было подписано германо-британское соглашение о разделе сфер интересов в Восточной Африке, по которому к сфере Великобритании была отнесена территория современной Кении, а территории южнее неё — к сфере интересов Германии в лице Немецко-Восточноафриканского Общества. При этом обе стороны признали суверенитет султана Занзибара над прибрежной полосой шириной 10 миль от мыса Делгаду на юге до реки Джубба на севере.
1 июля 1890 года между Германией и Великобританией был подписан договор о колониях и Гельголанде, по которому Великобритания обязалась повлиять на султана Занзибара о передаче Немецко-Восточноафриканскому Обществу прибрежной полосы (полоса была уступлена султаном Занзибара за 4 млн. немецких марок).
20 ноября 1890 года по договору между правительством Германии и Немецко-Восточноафриканским Обществом суверенитет над ранее приобретёнными им землями и управление ими перешли к правительству Германии, Обществу была оставлена только экономическая деятельность и оно получило привилегированный статус (включая право на выпуск собственных денег). В 1891 году бывшие владения Немецко-Восточноафриканского Общества получили официальное название Протекторат Германская Восточная Африка (нем. Schutzgebiet Deutsch-Ostafrika).
Приблизительно в 1892 году К. Петерс создал новый флаг Общества, который повторял дизайн и расцветку знамён средневекового Немецкого (Тевтонского) ордена — белое полотнище с прямым чёрным крестом, верхний крыж которого был красный с условным изображением созвездия Южного Креста из пяти белых пятиконечных звёздочек. Этот флаг получил широкую известность и в ряде источников приводится, как флаг Германской Восточной Африки. На самом деле у Германской Восточной Африки до самого конца её существования не было своих герба и флага. В 1914 году под наблюдением статс-секретаря имперского колониального ведомства Германии Вильгельма Сольфа были разработаны проекты гербов и флагов для всех германских колониальных владений. Проекты гербов представляли собой увенчанные германской императорской короной щиты, в серебряной главе которых был изображён прусский чёрный одноглавый орёл с чёрно-серебряным щитком из родового герба Гогенцоллернов на груди, а в основном поле щита изображалась собственно эмблема владения. Для Германской Восточной Африки это была серебряная голова льва в червлёном (красном) поле. В качестве флагов колониальных владений предлагалось утвердить чёрно-бело-красный национальный и торговый флаг Германии с эмблемой в виде щита, содержащий нижнюю часть из герба (то есть символ собственно колонии или протектората). Но начавшаяся Первая мировая война помешала осуществлению этого плана и гербы и флаги германских колониальных владений никогда не были утверждены.

Флаги Германской Восточной Африки
Германская Восточно-Африканская Компания
Проект флага Германской Восточной Африки, 1914 год

#### Танганьика
В ходе Первой мировой войны на территории Германской Восточной Африки боевые действия продолжались до ноября 1918 года, когда после Ноябрьской революции в Германии германские колониальные войска сложили оружие и территория Германской Восточной Африки была оккупирована британскими войсками (за исключением территории Руанда-Урунди, которая была оккупирована бельгийскими войсками, и «треугольника Кионга», оккупированного португальскими войсками).
Уже в 1919 году появилась эмблема (англ. badge) британской администрации — голова жирафа в белом круге. Эта эмблема в лавровом венке изображалась на флаге губернатора и на кормовом британском «красном флаге» (англ. red ensign) торговых судов. Суда британской администрации в качестве кормового несли британский служебный «синий флаг» (англ. blue ensign) с изображением головы жирафа без белого круга. Официальным флагом на суше являлся флаг Великобритании.
В 1922 году Лига Наций предоставила Великобритании мандат группы «B» на управление бывшей Германской Восточной Африкой (за исключением Руанда-Урунди, мандат на управление которой был предоставлен Бельгии, «треугольник Кионга» был возвращён в состав португальских владений в Мозамбике), подмандатная территория получила официальное название Территория Танганьика (англ. Tanganyika Territory).
После прекращения существования Лиги Наций Генеральная Ассамблея ООН 13 декабря 1946 года поручила Великобритании осуществлять опеку над Танганьикой, которая получила официальное название Подопечная Территория Объединённых Наций Танганьика (англ. United Nations Trust Territory of Tanganyika).
7 июля 1954 года Ассоциация африканцев Танганьики (ТАА, создана в 1929 году) была преобразована в политическую партию — Африканский Национальный Союз Танганьики, ТАНУ (англ. Tanganyika African National Union, TANU), флагом которой с 1958 года было полотнище из трёх горизонтальных равновеликих полос — светло-зелёной, чёрной и светло-зелёной. Зелёный цвет символизировал растительные богатства страны, а чёрный цвет — коренное население страны (народы банту).
На выборах в сентябре 1958 года и в августе 1960 года Африканский Национальный Союз Танганьики получил большинство в Законодательном Совете, его лидер Джулиус Ньерере стал премьер-министром первого правительства африканского большинства, сформированного после предоставления Танганьике 1 мая 1961 года полного внутреннего самоуправления. Фактическим (неофициальным) флагом страны стал флаг ТАНУ.
На основе этого флага правящей партии британская Геральдическая Коллегия разработала в 1961 году проект флага для независимого государства, добавив к нему разделительные золотые полоски шириной в 1/16 ширины полотнища (для лучшего зрительного восприятия флага в соответствии с основным геральдическим правилом неналожения финифти на финифть).
1 октября 1961 года была прекращена опека ООН и 9 декабря 1961 года была предоставлена независимость доминиону Танганьика, главой которого была королева Великобритании, представленная генерал-губернатором, флагом которого являлось тёмно-синее прямоугольное полотнище с изображением в центре британской короны с нашлемником (англ. badge) в виде золотого британского льва, ниже которых была расположена золотая лента с чёрной надписью «TANGANYIKA».
Через год, 9 декабря 1962 года, страна была провозглашена республикой (Республика Танганьика), её флаг остался без изменений.

Флаги Танганьики
Флаг торговых судов Танганьики (1919-1961)
Флаг генерал-губернатора Танганьики
Флаг Африканского Национального Союза Танганьики
Доминион Танганьика (1961-1962), Республика Танганьика (1962-1964)
Объединённая Республика Танганьики и Занзибара (30 июня - 29 октября 1964 года)

#### Занзибар
До 1861 года Султанат Занзибар был частью Султаната Оман (в 1840 году столица Султаната Оман была перенесена из Маската на Занзибар, являвшийся главным восточноафриканским центром работорговли и выращивания гвоздичного дерева), и сохранил в дальнейшем его красный флаг.
1 июля 1890 года над Султанатом Занзибар был установлен британский протекторат, с 1918 года флагом британского резидента стал флаг Великобритании, в центре которого была изображена эмблема — под британской короной плывущая парусная лодка доу с красным флагом на корме. Штандартом султана, кормовым флагом административных и торговых судов было красное прямоугольное полотнище без каких-либо изображений и надписей.
При предоставлении 10 декабря 1963 года независимости Султанату Занзибар в центр красного полотнища был добавлен зелёный круг с изображением двух золотых бутонов гвоздичного дерева, символизирующих основную сельскохозяйственную культуру островов.
Уже 12 января 1964 года султан был свергнут в результате кровавого антиарабского восстания представителей афро-ширазского большинства населения, возглавленного марксистской революционной группой «Комитет 14-ти» под руководством личного уполномоченного лидера Кубы Фиделя Кастро участника восстания Мау-мау в Кении, самозваного «фельдмаршала» Джона Окелло, была провозглашена Народная Республика Занзибара и Пембы, флагом которой стало полотнище из трёх горизонтальных полос — чёрной, жёлтой и голубой.
Через несколько дней резни арабского и азиатского населения (в которой погибли до 15 тысяч мирных жителей из числа арабов и индийцев, десятки тысяч эмигрировали) радикальных революционеров оттеснила от власти более умеренная партия Афро-Ширази и флагом страны с 17 января 1964 года стал её партийный сине-чёрно-зелёный флаг, к которому вдоль древкового края была добавлена узкая белая полоска (шириной в 1/36 длины флага).

Флаги Занзибара
Султанат Занзибар (1861 - 1963)
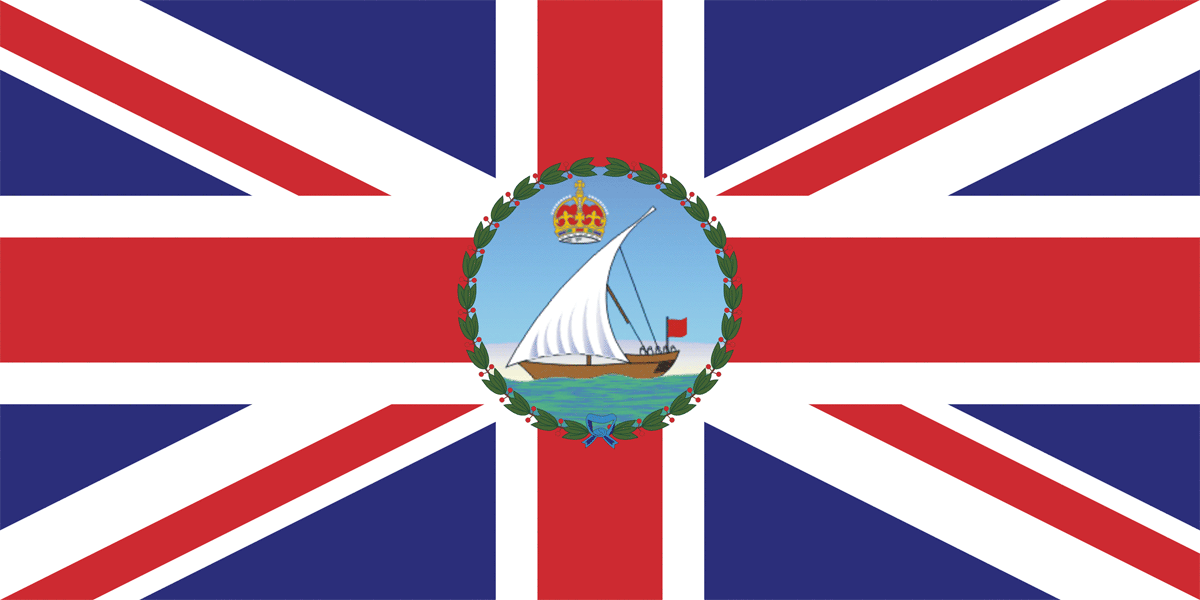
Флаг британского резидента Занзибара 1918—1955
Флаг британского резидента Занзибара 1955—1963
Султанат Занзибар (10 декабря 1963 — 12 января 1964)
Флаг партии Афро-Ширази
Народная Республика Занзибар (c 12 по 17 января 1964)
Народная Республика Занзибара и Пембы (17 января — 26 апреля 1964)
Занзибар (с 2005)

#### Пемба
Флаг Народной Республики Пемба представлял собой собой прямоугольное полотнище красного цвета с схематическим изображением острова Пемба зелёного цвета.

Флаг Народной Республики Пемба (c 12 по 17 января 1964)

#### Объединённая Республика Танганьики и Занзибара
26 апреля 1964 года Республика Танганьика и Народная Республика Занзибара и Пембы объединились на федеративных началах (сохранялись законодательные органы, правительство и законодательство каждой страны) в единую страну — Объединённую Республику Танганьики и Занзибара, символом которой стал принятый 30 июня 1964 года новый флаг, созданный на основе флага Республики Танганьика: вместо чёрной горизонтальной полосы стала изображаться чёрная восходящая диагональная полоса, была добавлена синяя часть из флага Народной Республики Занзибара и Пембы, золотые разделительные полоски стали изображаться жёлтыми.
29 октября 1964 года страна приняла новое название — Объединённая Республика Танзания.